# 巴卡拉谢夫卡河
巴卡拉谢夫卡河（俄語：Река Бакарасьевка）是滨海边疆区的河流，源起尖山西坡，向西流，两次经由高速公路，全长15公里，流域面积47.5平方公里，注入米哈伊洛夫卡河。宽5至10米，最宽达40米。流域内定居点有绿雅尔和涅克鲁格洛沃。

## 引用
1. ↑  М. Н. Микуленко. . https://primpogoda.ru/. Примпогода. 2007  [2018-09-14]. （原始内容存档于2020-08-09） （俄语）.
2. ↑  А·П·穆拉诺夫. . 列宁格勒: 气象出版社. 1966 （俄语）.
3. ↑  . 列宁格勒: 气象出版社 （俄语）.
4. ↑  Т·А·基谢尔科瓦娅. . 列宁格勒: 气象出版社. 1977 （俄语）.
5. ↑  . Verumwiki.   [2024-01-07]. （原始内容存档于2024-01-07） （俄语）.